# Coracle

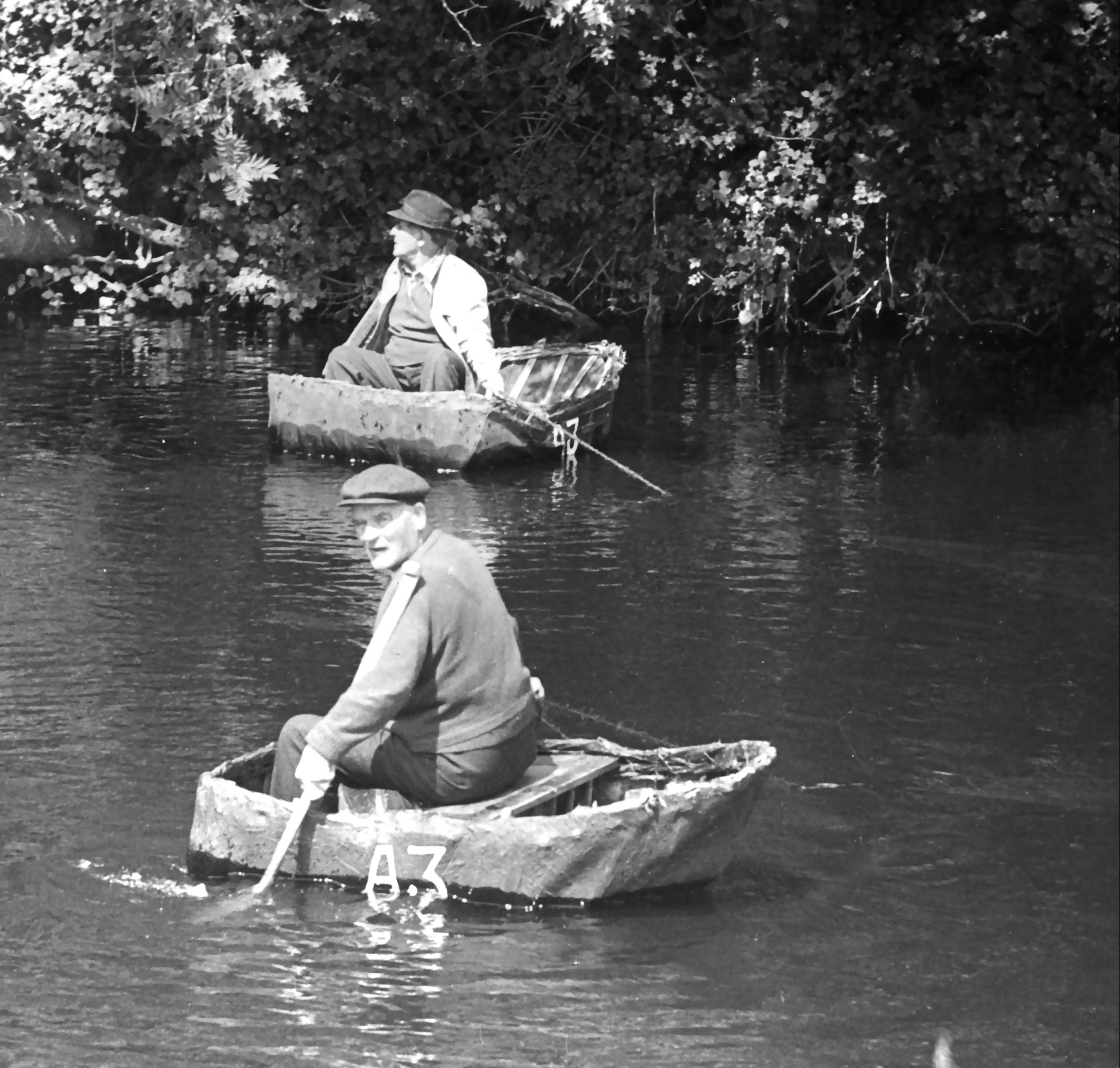
Coracles op de River Teifi, Wales 1972

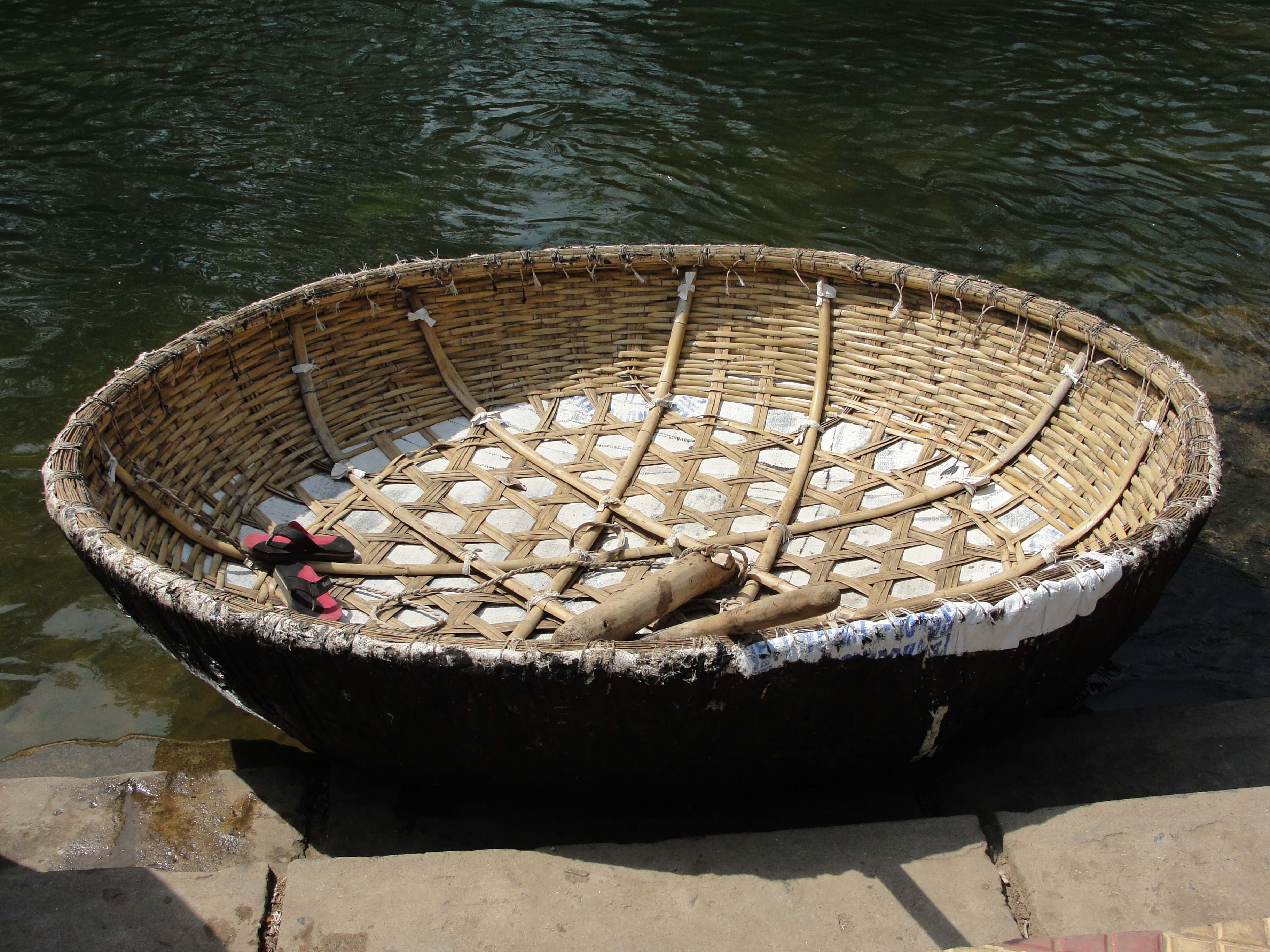

De coracle is een huidboot. Hij is een bijna of geheel rond vaartuig, gemaakt van takken, riet, biezen of botten en aan de buitenkant bedekt met dierenhuiden.
Het woord "coracle" komt uit het Welsh van het woord  cwrwgl, etymologisch verwant met het  Iers en Schots Gaelic woord  currach, en komt in het Engels voor vanaf de 16e eeuw. Vroeger werd de naam van het bootje in het Engels anders gespeld, t.w.:  corougle, corracle, curricle en coricle.
De coracle is als type een zeer primitief en relatief makkelijk te vervaardigen vaartuig en daardoor door alle volken ter wereld wel gebruikt vanaf het begin der beschaving tot heden in het Amazonebekken.
Op enkele Britse rivieren worden ze nog steeds door vissers en pleziervaarders gebruikt. Op sommige moderne survivaltochten worden coracles nog steeds gemaakt. Een rond vlechtwerk van takken wordt dan aan de buitenzijde omspannen met een kunststof zeil en kan dan gebruikt worden als pont om de deelnemers naar de overzijde van het water te brengen.

## Andere huidboten
De op de Assyrische reliëfs afgebeelde vaartuigen worden qoeffas genoemd.
Zie voor niet ronde huidboten umiak en curragh.